# Bank of Beirut Sporting Club
Bank of Beirut Sporting Club – libański klub futsalowy z siedzibą w mieście Bejrut, obecnie występuje w najwyższej klasie rozgrywkowej Libanu.

## Sukcesy
- Mistrzostwo Libanu (4): 2013/14, 2014/15, 2016/17, 2017/18
- Puchar Libanu (3): 2014/15, 2015/16, 2017/18
- Puchar Libanu (2): 2014, 2017